# Bluefactory
Bluefactory AB är ett svenskt telekomföretag grundat år 1999 av Linda Samlin, Per Holmkvist, John Wennerström, och Soki Choi. Företaget var pionjärer inom mobil spelutveckling och leveransplattformar för mobilt innehåll. 2004 gick företaget samman med svenska bolaget Mobilaris AB och tog namnet Mobilaris.